# Willian Bouza
Willian Bouza, auch als Willan Bouza oder William Bouza geführt, (* 22. August 1961) ist ein ehemaliger uruguayischer Judoka und Ringer.
Bouza trat im Laufe seiner aktiven Karriere für Uruguay bei Südamerikameisterschaften und Panamerikameisterschaften an. Zudem schloss er die Südamerikaspiele 1990 in Peru mit dem Gewinn der Bronzemedaille in der freien Kategorie im Ringen ab. Bei den Panamerikanischen Spielen 1991 ist für ihn ebenfalls ein Start im Ringen verzeichnet, während er bei den Südamerikaspielen 1994 Teil der Judomannschaft war. Dort gewann er in der Klasse bis 95 kg die Bronzemedaille als Viertplatzierter. Auch bei den Panamerikanischen Spielen 1995 trat er im Judo an. Bouza stand im Aufgebot der uruguayischen Judo-Mannschaft für die Olympischen Sommerspiele 1996 in Atlanta. Dort ging er im Halbschwergewicht an den Start und belegte den 21. Platz im Wettbewerb.
Mindestens von 2004 bis 2005 arbeitete Bouza als Trainer der uruguayischen Judoka, die bei der Südamerikameisterschaft 2004 in Rio de Janeiro und den Jugend- und Junioren-Panamerikameisterschaften 2005 in Venezuela antraten.